# رود پیس
 رود پیس رودی است به Slave River می‌ریزد. این رود از کشور کانادا می‌گذرد.